# Marija Bistrica
Marija Bistrica  je općina u Hrvatskom zagorju, u Krapinsko-zagorskoj županiji. Poznata je po hrvatskom nacionalnom marijanskom svetištu.

## Zemljopis
Općina Marija Bistrica proteže se od sjeveroistočnog obronka Medvednice prema sjeveru do rijeke Krapine, s istočne strane omeđena je potokom Žitomirka, a na zapadnoj strani potokom Pinja. Nalazi se 25. km sjeverno od Sesveta. Graniči na istoku sa Zagrebačkom županijom točnije s Gradom Sveti Ivan Zelina, na sjeveroistoku s Općinom Konjščinom, na zapadu s Općinom Gornjom Stubicom, na sjeverozapadu s Općinom Bedekovčinom, na sjeveru s Općinom Zlatar Bistricom, te na jugu s Gradom Zagrebom točnije s gradskom četvrti Sesvete.

## Stanovništvo
| broj stanovnika | 5185  | 5779  | 6526  | 7544  | 8559  | 9741  | 9630  | 9968  | 10334 | 9874  | 9223  | 8320  | 7448  | 7012  | 6612  | 5976  | 5553  |
|                 | 1857. | 1869. | 1880. | 1890. | 1900. | 1910. | 1921. | 1931. | 1948. | 1953. | 1961. | 1971. | 1981. | 1991. | 2001. | 2011. | 2021. |

| broj stanovnika | 438   | 448   | 580   | 606   | 686   | 744   | 708   | 773   | 852   | 822   | 829   | 860   | 953   | 1057  | 1107  | 1071  | 1045  |
|                 | 1857. | 1869. | 1880. | 1890. | 1900. | 1910. | 1921. | 1931. | 1948. | 1953. | 1961. | 1971. | 1981. | 1991. | 2001. | 2011. | 2021. |

## Uprava
- načelnik: Josip Milički, ing.
- predsjednik Općinskog Vijeća: Teodor Švaljek, ing.

## Povijest
Mjesto Bistrica dobila je ime po potoku koji protječe kroz mjesto. Spominje se prvi put 1209. u povelji kojom hrvatsko-ugarski kralj Andrija II. vraća županu Vratislavu njegove zaplijenjene posjede, uključujući i Bistricu. Župa u Bistrici spominje se prvi put 1334. Župna crkva bila je posvećena sv. Petru i Pavlu. Otkada je 1731. zagrebački biskup Juraj Branjug posvetio novo uređenu crkvu Snježnoj Gospi, svetište i mjesto zovu se Marija Bistrica.

## Poznate osobe
- Valentin Pozaić, hrvatski biskup
- Juraj Žerjavić
- Marica Slava Vedrina, hrvatska misionarka u Paragvaju
- Konstantina Mesar, hrvatska katolička redovnica, žrtva komunističkih čistki

## Spomenici i znamenitosti
- Hrvatsko nacionalno marijansko svetište
- Dvorac Hellenbach iz 18. stoljeća.

## Svetište
U Bistrici se nalazi i svetište Majke Božje Bistričke, jedno od najpopularnijih i najposjećenijih marijanskih svetišta u Hrvatskoj. 
Kip Majke Božje Bistričke potječe iz 15. stoljeća i bio je u crkvi na Vinskom Vrhu. Zbog opasnosti od Turaka, Gospin kip premješten je u župnu crkvu u Mariji Bistrici, a 1650. zazidan u jedan prozor. Nastojanjem zagrebačkog biskupa Martina Borkovića kip je pronađen 1684. i stavljen na počasno mjesto. Od tada počinju brojna hodočašća. 
Hrvatski je sabor 1715. darovao glavni oltar na čast Bistričke Gospe, 1715. Papa Benedikt XIV. podijelio je oproste hodočasnicima koji se ispovijede i pričeste. Požar je 1880. oštetio čitavu crkvu osim glavnog oltara s kipom Majke Božje Bistričke koji je ostao posve neoštećen. Arhitekt Hermann Bolle obnovio je i proširio crkvu te izgradio cintor oko svetišta. Papa Pio XI. proglasio je crkvu Majke Božje Bistričke manjom bazilikom (basilica minor). Zagrebački nadbiskup dr. Antun Bauer okrunio je 1935. čudotvorni kip Marije i Malog Isusa zlatnim krunama i proglasio Mariju kraljicom Hrvata. Govornik je tada bio nadbiskup koadjutor dr. Alojzije Stepinac. Biskupska konferencija proglasila je 1971. bistričko svetište Nacionalnim prošteništem čitavog hrvatskog naroda. Godine 1984. u Mariji Bistrici je održan Nacionalni euharistijski kongres.
Reljefnu sliku, "Svjetlo istine", koja je izložena na štovanje u samoj unutrašnjosti crkve Majke Božje Bistričke, bliže oltaru, izradio je 1997. varaždinski umjetnik Ladislav Gradečak. Slike u cintoru naslikao je Ferdo Quiqerez, a obnovio ih akademski slikar Vladimir Pavlek od 1982. do 1984. Papa Ivan Pavao II. proglasio je kardinala Alojzija Stepinca blaženim 3. listopada 1998. u Mariji Bistrici, kada je svetište za tu prigodu posebno uređeno i dograđeno.
Zagrebački nadbiskup Josip Bozanić otvorio je Karmel Majke Božje Bistričke i bl. Alojzija Stepinca te posvetio samostansku crkvu 12. veljače 2000. U godini Velikog jubileja 2000. odlukom Josipa Bozanića bazilika Majke Božje Bistričke postala je jedna od četiri oprostne crkve. Podignut je spomenik papi Ivanu Pavlu II. podno Kalvarije 18. svibnja 2003.

## Sport
- Nogometni klub Mladost Marija Bistrica

## Galerija postajakrižnoga puta
| Isus uzima na sebe križ | Isus tješi jeruzalemske žene | Isusa svlače | Isus umire na križu |

## Unutarnje poveznice
- Kulturno-povijesna cjelina Marije Bistrice, zaštićeno kulturno dobro

## Vanjske poveznice
- Službena stranica Općine Marija Bistrica